# Mantidactylus cowanii
Espèce
Synonymes
- Rana cowanii Boulenger, 1882

Statut de conservation UICN

 NT  : Quasi menacé
Mantidactylus cowanii est une espèce d'amphibiens de la famille des Mantellidae.

## Répartition
Cette espèce est endémique de Madagascar. Elle se rencontre dans le centre-Est de l'île,.

## Description
Son dos est noir et taché de blanc. Sa peau est lisse.

## Étymologie
Cette espèce est nommée en l'honneur du révérend William Deans Cowan (1844–1923).

## Publication originale
- Boulenger, 1882 : Catalogue of the Batrachia Salientia s. Ecaudata in the collection of the British Museum, ed. 2, p. 1-503 (texte intégral).